# 이사벨라 (2000년)
이사벨라(2000년 11월 28일 ~)는 대한민국의 래퍼다. 2019년 디지털 싱글 앨범 [뾰루퉁]으로 데뷔했다.

## 방송
- 고등래퍼 1 (2017) - Top54
- 고등래퍼 2 (2018) - Top16(15위)

## 음반
- 뾰루퉁 (2019)
- REMEDY (2022)

## 작사/작곡
- 이사벨라 <뾰루퉁> (2019) - 작사/작곡
- 이사벨라 <숨 (Inst.)> (2022) - 작곡
- 이사벨라 <숨> (2022) - 작사/작곡